# Knetzgau
Knetzgau is een gemeente in de Duitse deelstaat Beieren, en maakt deel uit van het Landkreis Haßberge.
Knetzgau telt 6.470 inwoners.
De gemeente Knetzgau omvat de volgende dorpen::
| - Eschenau (Knetzgau)\|Eschenau - Hainert - Knetzgau - Neuhaus (Knetzgau)\|Neuhaus - Oberschwappach | - Unterschwappach - Westheim (Knetzgau)\|Westheim - Wohnau - Zell am Ebersberg |

Aidhausen ·
Breitbrunn ·
Bundorf ·
Burgpreppach ·
Ebelsbach ·
Ebern ·
Eltmann ·
Ermershausen ·
Gädheim ·
Haßfurt ·
Hofheim i. UFr. ·
Kirchlauter ·
Knetzgau ·
Königsberg i. Bay. ·
Maroldsweisach ·
Oberaurach ·
Pfarrweisach ·
Rauhenebrach ·
Rentweinsdorf ·
Riedbach ·
Sand a. Main ·
Stettfeld ·
Theres ·
Untermerzbach ·
Wonfurt ·
Zeil a. Main